# El Mamey, Zontecomatlán de López y Fuentes
El Mamey är en ort i Mexiko.   Den ligger i kommunen Zontecomatlán de López y Fuentes och delstaten Veracruz, i den sydöstra delen av landet, 170 km nordost om huvudstaden Mexico City. El Mamey ligger 466 meter över havet och antalet invånare är 646.
Terrängen runt El Mamey är kuperad. Runt El Mamey är det ganska tätbefolkat, med 80 invånare per kvadratkilometer. Närmaste större samhälle är Xochiatipan de Castillo, 7,4 km norr om El Mamey. I omgivningarna runt El Mamey växer huvudsakligen savannskog.